# Elecciones provinciales de Santa Cruz de 1987
Las elecciones generales de la provincia de Santa Cruz de 1987 tuvieron lugar el 6 de septiembre del mencionado año con el objetivo de renovar la gobernación para el período 1987-1991 y 12 de las 24 bancas de la Cámara de Diputados. Se realizaron al mismo tiempo que las elecciones legislativas a nivel nacional. A pesar del clima desfavorable para el gobierno de Raúl Alfonsín, de la Unión Cívica Radical (UCR), la mayoría de las encuestas preveían una cerrada competencia en Santa Cruz, que era gobernada por el Partido Justicialista (PJ). De este modo, la elección se polarizó entre Ángela Sureda, de la UCR, y Ricardo Jaime del Val, del Frente Renovador Justicialista (coalición del PJ y el Movimiento de Integración y Desarrollo). Sureda era la favorita en las encuestas, sobre todo después de la victoria radical en las elecciones de medio término de 1985, que provocaron el primer legislativo sin mayoría oficialista.
A pesar de esto último, el justicialismo triunfó por menos de mil votos, con Del Val siendo elegido gobernador con el 49.30% de los votos contra el casi 48% de Sureda. En cuanto a la legislatura, el PJ no recuperó la mayoría pero en su coalición con el MID el nuevo gobierno logró controlar 12 de los 24 escaños. Esta falta de mayoría, sumada a las divisiones internas del justicialismo, sería especialmente perjudicial para el gobierno entrante.
Del Val asumió el cargo el 10 de diciembre, misma fecha que los legisladores electos. Fue la primera ocasión en la que un gobernador electo traspasó el mando a otro gobernador electo. Sin embargo, Del Val no completó su mandato debido a que fue destituido por la legislatura por medio de un juicio político el 6 de julio de 1990.

## Resultados

### Gobernador y Vicegobernador
|  | 49.30 % |

|  | 47.99 % |

|  | 0.78 % |

|  | 0.56 % |

|  | 0.55 % |

|  | 0.51 % |

|  | 0.32 % |

|  | 97.12 % |

|  | 2.32 % |

|  | 0.38 % |

|  | 0.19 % |

|  | 100.00 % |

|  | 79.37 % |

### Cámara de Diputados
|  | 49.35 % |

|  | 47.34 % |

|  | 1.27 % |

|  | 0.63 % |

|  | 0.59 % |

|  | 0.49 % |

|  | 0.32 % |

|  | 95.79 % |

|  | 3.71 % |

|  | 0.36 % |

|  | 0.14 % |

|  | 100.00 % |

|  | 79.37 % |